# Walter Rudolf Hess
Walter Rudolf Hess (født 17. marts 1881 i Frauenfeld, død 12. august 1973 i Muralto, Locarno) var en schweizisk fysiolog. I 1949 modtog han Nobelprisen i fysiologi eller medicin.